# Slovak Juniors 2017
Das Turnier YONEX Slovak Junior 2017 als bedeutendstes internationales Nachwuchsturnier der Slowakei im Badminton fand vom 6. bis zum 8. Oktober 2017 in Trenčín statt.

## Sieger und Platzierte
| Disziplin    | Gold                       | Silber                     | Bronze                          |
| ------------ | -------------------------- | -------------------------- | ------------------------------- |
| Herreneinzel | Chen Shiau-cheng           | Su Li-yang                 | Marcus Lõo                      |
| Herreneinzel | Chen Shiau-cheng           | Su Li-yang                 | Dmitriy Panarin                 |
| Dameneinzel  | Hsieh Yu-ying              | Grace King                 | Veronika Dobiášová              |
| Dameneinzel  | Hsieh Yu-ying              | Grace King                 | Vaishnavi Reddy Jakka           |
| Herrendoppel | Karl Kert Marcus Lõo       | Gasper Krivec Grega Šuštar | Piotr Cunev Vladimir Leadavschi |
| Herrendoppel | Karl Kert Marcus Lõo       | Gasper Krivec Grega Šuštar | Klemen Lesničar Domen Lonzarič  |
| Damendoppel  | Vlada Gynga Petra Polanc   | Maria Duțu Ioana Grecea    | Laura Chillon Ainoa Cuervas     |
| Damendoppel  | Vlada Gynga Petra Polanc   | Maria Duțu Ioana Grecea    | Inga Sadaić Marija Sudimac      |
| Mixed        | Matěj Ehm Pavlína Krpatová | Gasper Krivec Petra Polanc | Sergej Lukić Marija Sudimac     |
| Mixed        | Matěj Ehm Pavlína Krpatová | Gasper Krivec Petra Polanc | Josip Meglić Inga Sadaić        |